# Sara Bueno Hormiga
Sara Bueno Hormigo (La Línia de la Concepción, Cadis, 1991), coneguda com a Sara Búho, és una poetessa espanyola.

## Trajectòria
El seu cognom de poeta és la contracció dels seus cognoms reals: Bueno i Hormiga. Es va graduar en Dret per la Universitat de Sevilla i va cursar un màster en Màrqueting Digital i Comerç Electrònic. En 2005 va començar a compartir els seus poemes en un blog i aviat va aconseguir gran notorietat a través de les xarxes socials.
Ha visitat Mèxic, Colòmbia i els Estats Units per a participar en trobades literàries internacionals. En 2017 va participar en la Trobada Internacional de Poesia Ciutat de Mèxic 2017, dins del marc del Festival Divers. En 2019, va participar en una trobada de joves poetes a Buenos Aires, com a exponent de l'anomenada poesia 2.0, al costat d'altres poetes com Álvaro Garat i Brenda Zlotolow. Aquesta trobada estava enquadrada en les activitats de la 46 Fira Internacional del Llibre de Buenos Aires. Aquest mateix any també va participar en la Fira Internacional del Llibre de Bogotà. Ha assistit com a ponent en la Facultat de Filosofia i Lletres de la Universitat de Cadis per a parlar sobre poesia en Internet i noves generacions.
Va començar publicant els seus poemes a Instagram fins que en 2016 va publicar el seu primer poemari en paper, La ataraxia del corazón, que és una introspecció lírica. Se la considera part de la generació de poetes que s'han donat a conèixer en les xarxes socials abans de la publicació dels seus llibres en paper, la qual cosa ha provocat un acolliment favorable als seus poemaris.
Entre aquests poetes, figuren Marwán i Elvira Sastre, entre d'altres. La característica d'aquesta poesia és una cruesa lingüística, la síntesi, l'aforisme i el tractament de temes com l'amor i el sexe, al costat de certa càrrega de denúncia social. El vídeo-poema i la seva difusió en plataformes com YouTube ha portat aconsegueixo un moviment de seguidors que ha pres contacte amb la poesia a partir de les xarxes.

## Obres
- 2016 – La ataraxia del corazón. Valparaiso Edicions. ISBN 9788416560530.
- 2017 – Y yo a ti. Valparaiso Edicions. ISBN 9788417096281.
- 2019 – La inercia del silencio. Editorial Lunwerg. ISBN 9788417858513.
- 2021 – Fragilidades. Editorial Lunwerg. ISBN 9788418260971.
- 2022 – Perdón a la lluvia. Editorial Lunwerg. ISBN 9788418820755.